# 柔软早熟禾
柔软早熟禾（学名：Poa lepta）为禾本科早熟禾属下的一个种。